# Universidade de Ciências e Tecnologias de Benim
A Universidade de Ciências e Tecnologias de Benim (em francês:  Université des Sciences et Technologies du Bénin ou USTB) é uma universidade beninense afiliada à Rede de Universidades de Ciências e Tecnologias da África subsariana.

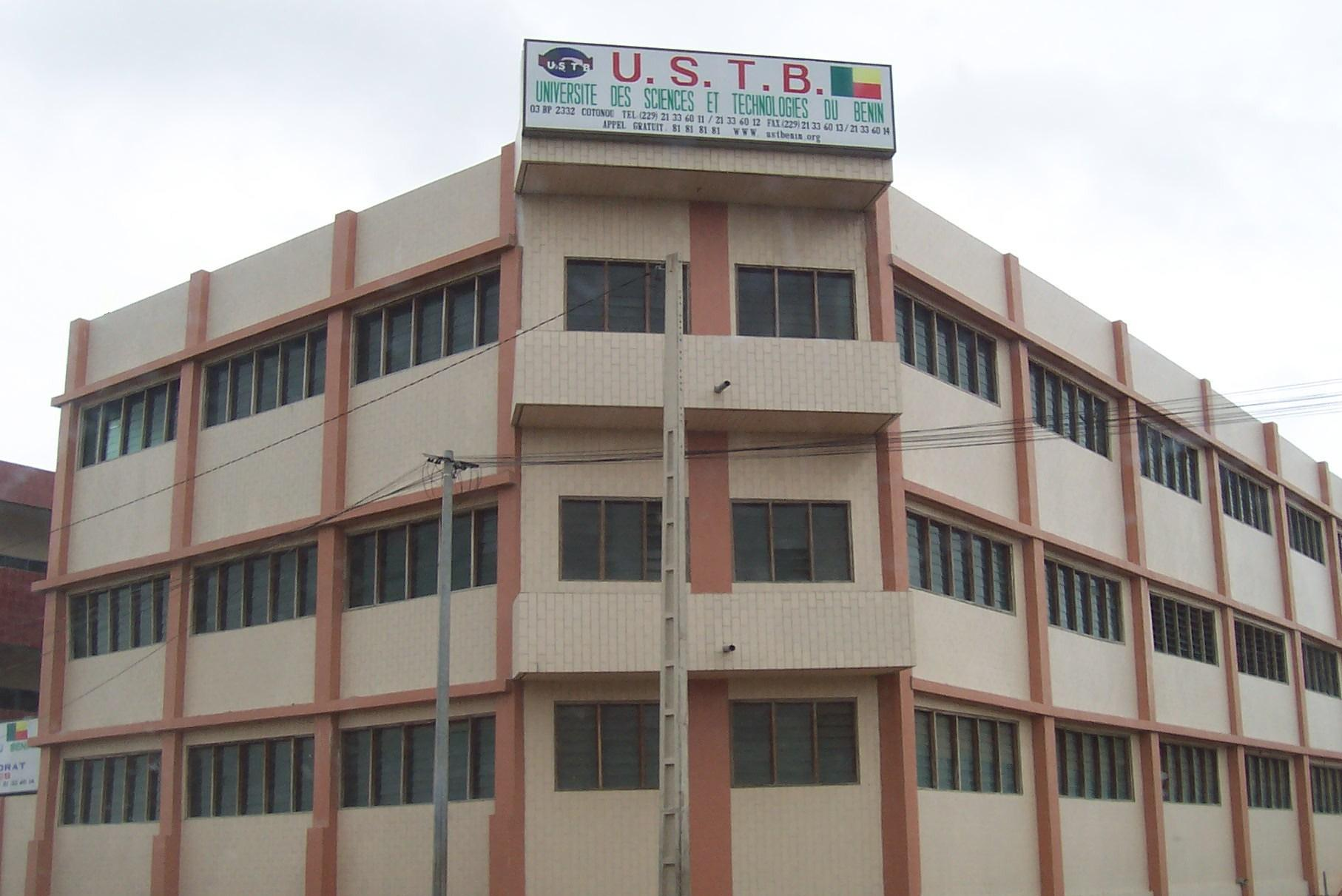
Campus da USTB em Cotonou.